# Johann Gottfried Schmidt (Kupferstecher, 1764)
Johann Gottfried Schmidt (* 22. Juni 1764 in Dresden; † 7. Juli 1803 in Paris) war ein deutscher Kupferstecher.

## Leben und Wirken
Johann Gottfried Schmidt  besuchte in Dresden die Allgemeine Kunst-Akademie der Malerei, Bildhauer-Kunst, Kupferstecher- und Baukunst,  wurde bei Carl Gottlieb Rasp zum Kupferstecher ausgebildet und arbeitete 10 Jahre unter dessen Aufsicht in Dresden. Johann Gottfried Schmidt wurde 1792 Pensionär der Kunstakademie. 
Im Jahr 1802 reiste er mit Unterstützung des Kurfürsten über Stuttgart nach einem Zwischenaufenthalt bei Johann Gotthard von Müller in Begleitung des Kupferstechers Johann Friedrich Müller nach Paris, wo er sich mit dem Bildhauer Friedrich Distelbarth befreundete und mit diesem eine Wohnung teilte. Nach einer schweren Erkrankung wurde er noch von Friedrich Distelbarth gepflegt und verstarb am 7. Juli 1803. 
Von seiner Korrespondenz sind mehrere seiner an den Verleger Georg Joachim Göschen gerichteten Briefe überliefert.

## Werke (Auswahl)
nach Nicolai Abildgaard
- Porträt von Anders Jahan Retzius (1790)

- Veröffentlichung: Anders Jahan Retzius: Frontispiz Observationes botanicae, Lipsiae 1791 (Digitalisat)

nach Enoch Seeman (1713)
- Porträt von Enoch Seeman (1788)

Johann Gottfried Schmidt
- Porträt von Christian Friedrich Sintenis

nach Francesco Trevisani
- Maria mit dem Kind und dem kleinen Johannes